# El Terrero, Zacatecas
El Terrero är en ort i Mexiko.   Den ligger i kommunen Tepechitlán och delstaten Zacatecas, i den centrala delen av landet, 500 km nordväst om huvudstaden Mexico City. El Terrero ligger 1 721 meter över havet och antalet invånare är 221.
Terrängen runt El Terrero är platt åt nordväst, men åt sydost är den kuperad. El Terrero ligger nere i en dal. Runt El Terrero är det ganska glesbefolkat, med 31 invånare per kvadratkilometer. Närmaste större samhälle är Tlaltenango de Sánchez Román, 14,2 km norr om El Terrero. I omgivningarna runt El Terrero växer huvudsakligen savannskog.